# Gorka Sorarrain
Gorka Sorarrain Agirrezabala (Tolosa, 21 mei 1996) is een Spaans wielrenner die in 2023 prof werd bij Caja Rural-Seguros RGA.

## Carrière
In 2022 nam Sorarrain voor het eerst deel aan het Baskische amateurcircuit. Vanwege zijn leeftijd en de restricties van het circuit zou het bij dat ene jaar blijven. In september van dat jaar nam hij voor het eerst deel aan een UCI-wedstrijd. In de Ronde van Friuli-Venezia Giulia eindigde hij in de tweede etappe op de vierde plaats. In 2023 maakte hij de overstap naar BAI-Sicasal-Petro de Luanda, een continentaal team uit Angola. Nadat hij in juni van dat jaar vijfde was geworden op het door Oier Lazkano gewonnen nationale kampioenschap op de weg, maakte Sorarrain eind juli de overstap naar Caja Rural-Seguros RGA. Zijn debuut voor de ploeg maakte hij ruim een week later in de Ronde van Portugal. Later dat jaar sprintte hij in de Ronde van Langkawi naar de tiende plek in de derde etappe.
In 2024, zijn eerste volledige seizoen bij Caja Rural-Seguros RGA, maakte Sorarrain in de Ronde van het Baskenland zijn debuut in de WorldTour. In oktober wed hij vijfde in het eindklassement van de Ronde van het Taihu-meer. In 2025 nam hij deel aan onder meer Parijs-Nice en de Clásica San Sebastián.

## Resultaten in voornaamste wedstrijden
|      | \| Jaar \| Clásica San Sebastián \| \| ---- \| --------------------- \| \| 2025 \| opgave \| |
| Jaar | Clásica San Sebastián                                                                        |
| 2025 | opgave                                                                                       |

## Resultaten in kleinere rondes
| Jaar | Ronde van het Baskenland | Parijs-Nice |
| ---- | ------------------------ | ----------- |
| 2024 | 98e                      |             |
| 2025 |                          | opgave      |

## Ploegen
- 2023 –  BAI-Sicasal-Petro de Luanda (tot 30 juli)
- 2023 –  Caja Rural-Seguros RGA (vanaf 31 juli)
- 2024 –  Caja Rural-Seguros RGA
- 2025 –  Caja Rural-Seguros RGA

Amezqueta · Aular · Babor · Balderstone · Barceló · Barrenetxea · Bárta · Cepeda · Etxeberria · García · González · Hailemichael · Johnston · Leitão · López · Martín · Murguialday · Nicolau · Pira · Prades ·Schlegel  · Sorarrain (vanaf 31/7) · Guardeño (stagiair) · Ibáñez (stagiair) · Silva (stagiair)
Arriola-Bengoa · Aular · Babor · Balderstone · Barceló · Bárta · Berwick · Cepeda · Etxeberria 
· Fernández · González · Guardeño · Hailemichael · Johnston · Leitão · López · Murguialday · Nicolau · Prades ·Schlegel · Silva · Sorarrain · Díaz (stagiair) · Ibáñez (stagiair)